# Dariusz Koseła
Dariusz Koseła (ur. 12 lutego 1970 roku w Zabrzu) – piłkarz grający na pozycji pomocnika, reprezentant Polski. 
Swoją karierę rozpoczynał w zespole Pogoni Zabrze. Następnie grał w Górniku Zabrze, Ruchu Radzionków. Przed sezonem 2004/2005 przeniósł się do ŁTS Łabędy. Z reprezentacją Polski zdobył wicemistrzostwo olimpijskie w Barcelonie w 1992. Jest mistrzem Polski (1988) z Górnikiem Zabrze. Od roku 2006-do lipca 2007 trener LKS Tęcza Wielowieś (A klasa).